# 兰格 (洪都拉斯)
蘭格（西班牙語：Langue）是洪都拉斯的一个城鎮，位於該國南部，由山谷省負責管轄，始建於1950年9月15日，面積143.9平方公里，海拔高度136米，2001年人口18,445，人口密度每平方公里128.18人。
13°37′N 87°39′W / 13.617°N 87.650°W